# Don Leslie Lind
Don Leslie Lind (Midvale, Utah, 1930. május 18. – 2022. augusztus 30.) amerikai fizikus, pilóta, űrhajós.

## Életpálya
1953-ban a Utahi Egyetemen kitüntetéssel szerzett fizikából oklevelet. 1957-ben kapott pilótajogosítványt. Pilótaként négy évet szolgált a USS Hancock fedélzetén. Több mint 4500 órát töltött a levegőben (repülő/űrrepülő). 1964-ben a Kaliforniai Egyetemen (Berkeley) szerzett doktori (PhD) diplomát (nagy energiájú nukleáris fizikából). A NASA Goddard Space Flight Centerében térfizikusként dolgozott. 1976-ban az Alaska Egyetemen megvédte diplomáját.
A Skylab-program keretében lett űrhajós, a program befejeztével a NASA kötelékébe emelte. 1966. április 4-től a Lyndon B. Johnson Űrközpontban részesült űrhajóskiképzésben. Kiképzett űrhajósként tagja volt az Apollo-program támogató (tanácsadó, problémamegoldó) csapatának. Az Űrhajózási Iroda tagjaként részt vett a missziók  fejlesztési csoportjában. Alapkiképzését követően 19 évet várt, hogy a világűrbe repülhessen (a korhatárok változtatásával lett lehetősége űrszolgálatot teljesíteni). Egy űrszolgálata alatt összesen 7 napot, 00 órát, 8 percet és 46 másodpercet (168 óra) töltött a világűrben. Űrhajós pályafutását 1986 áprilisában fejezte be. A fizika professzora a Utah Egyetemen. Misszionáriusként szolgált Az Utolsó Napi Szentek Jézus Krisztus Egyházában.

## Űrrepülések
Az STS–51–B, a Challenger űrrepülőgép 7. repülésének küldetésfelelőse. Technikailag kidolgozott és végrehajtott egy kísérletet, egyedülálló módon egy speciális kamera segítségével 3 dimenziós videófelvételeket készített a Földről. Egy űrszolgálata alatt összesen 7 napot, 8 percet és 46 másodpercet (168 óra) töltött a világűrben. 4 651 621 kilométert (2 890 383 mérföldet) repült, 111 alkalommal kerülte meg a Földet.

### Tartalék személyzet
- Skylab 3 pilótája, a második emberes küldetésnél a Skylab űrállomásra.
- Skylab 4, pilóta a harmadik emberes küldetésnél a Skylab űrállomásra.